# 弗农·马克斯韦尔
弗农·马克斯韦尔（英語：Vernon Maxwell，1965年9月12日—），美国NBA联盟前职业篮球运动员。